# Onchocerca alcis
Onchocerca alcis är en rundmaskart. Onchocerca alcis ingår i släktet Onchocerca, och familjen Onchocercidae. Arten är reproducerande i Sverige.